# Гамбелія
Гамбелія (Gambelia) — рід ящірок з родини Леопардових ящірок. Має 3 види. Інна назва леопардова ящірка.

## Опис
Загальна довжина досягає 40 см. Голова коротка з витягнутою мордою. За довжиною її відрізняються різні види гамбелій. Тулуб сплощений, притиснутий до поверхні. Кінцівки розвинені з міцними пальцями. задні кінцівки довші за передні. Хвіст досить довгий. Особливістю цього роду є забарвлення у вигляді численних яскравих крапочок, цяток або плям на сірій, коричнюватій, оливковій шкірі.

## Спосіб життя
Полюбляють скелясті, кам'янисті місцини, напівпустелі та пустелі. Ховаються серед каміння, в ущелинах. Активні вдень. Харчуються комахами, безхребетними, іноді дрібними ящірками.
Це яйцекладні ящірки. Самиці відкладають до 11 яєць.

## Розповсюдження
Мешкає у північній Мексиці та південно—західній частині США.

## Види
- Gambelia copeii
- Gambelia sila
- Gambelia wislizenii